# Hindouisme en Martinique
L'histoire de l'hindouisme en Martinique a commencé avec l'importation de travailleurs indiens dans le milieu du XIXe siècle, et, bien que les hindous ne représentent maintenant que seulement 5 % de la population, la religion est encore pratiquée aujourd'hui sur l'île.
Après l'abolition de l'esclavage en 1848, les propriétaires de plantations répondirent à leur besoin de main-d’œuvre en faisant venir  des travailleurs du sous-continent Indien sous contrat à partir de 1853. Ces immigrants apportèrent avec eux leur religion hindoue. De nombreux temples hindous sont encore en usage en Martinique et, en 1987, une description personnelle de leurs cérémonies secrètes a été publié par un participant hindou.

## Influence de l'hindouisme martiniquais sur Gauguin
Les symboles, les gestes et les mythes de l'hindouisme furent une importante source d'inspiration pour l'artiste français Paul Gauguin, qui a visité la Martinique en 1887. Gauguin les a mélangé à des éléments des Caraïbes et des Arawaks, les peuples indigènes de l'île qui avait été anéantis par les envahisseurs. La Femme du Roi peinte à Tahiti par Gauguin en 1896 est d'un intérêt particulier, car elle trouve ses origines dans le bas-reliefs en bois Martinique Eve de 1887 et dont le symbolisme est en grande partie hindou puisque le personnage central est la déesse hindoue Mariamman. En termes d'histoire de l'art, il est l'un des exemples les plus puissants de la capacité de Gauguin à transmuter ses expériences martiniquaises de 1887 à son travail à Tahiti une décennie plus tard.